# 石井及慈尊宫
石井及慈尊宫，位于中国广东省江门市新会区会城镇诗书街。慈尊宫为一单间青砖瓦屋，为一观音庙，建于清光绪六年（1880年）。石井位于慈尊宫之侧，井宽约1.5米，井深4米左右，始于明代，曾是新会四大名井之一。1995年4月，石井及慈尊宫列入新会市第三批文物保护单位。